# Praeses
Praeses (množina: praesides), naziv državnega uradnika v poznem Rimskem cesarstvu, ki je opravljal naloge guvernerja province. 

## Rimska raba naziva
Latinska beseda praeses pomeni "sedeti spredaj", se pravi predsedovati zasedanju ali ustanovi, v pogovornem jeziku pa je pomenila predstojnika ali pokrovitelja. V 2. stoletju se je začela uporabljati kot naziv guvernerja province namesto naziva prokurator. 
Dioklecijan je konec 3. stoletja z reformami državne uprave zmanjšal velikost provinc in vse njihove guvernerje preimenoval v praesides. Poleg tega je njihov položaj rezerviral izključno za viteze (equites), s čemer je rimskim senatorjem onemogočil dostop do tega položaja.
V 6. stoletju je Justinijan omilil Dioklecijanovo strogo ločitev civilne in vojaške oblasti. Na praesides je postopoma prenesel tudi vojaško oblast v njihovih provincah in jih na splošno povišal na položaj, ki ga je nekoč imel pretor.
Po Notitii Dignitatum, dokumentu, ki je nastal konec 4. ali na začetku 5. stoletja, je bilo v Zahodnem rimskem cesarstvu enaintrideset, v Vzhodnem pa štirideset provinc, ki so jih upravljali praesides.

## Staronemška akademska raba naziva
V nemških akademskih krogih se je svetovalec doktorskega kandidata imenoval Doktorvater. Do konca 18. stoletja je bil doktorski sistem precej drugačen. Doktorski kandidat je imel svojega praeses, ki je bil njegov mentor in je vodil tudi ustni zagovor doktorata (viva voce exam). V 18. stoletju so praeses pogosto sami izbrali temo doktorske disertacije in izdelali teze, kandidat pa jih je samo branil. Včasih je zaradi prihranka časa isto tezo hkrati branilo tudi več kandidatov.

## Sodobna raba naziva
Na Nizozemskem in v Belgiji je praeses naziv predsednika študentske skupnosti. Enak naziv ima  vodja bratovščine Aquila Legis v pravni šoli Ateneo v Manilli na Filipinih.  Na Norveškem je po ukinitvi položaja nadškofa njegovo vlogo prevzela škofovsko konferenco, kateri predseduje praeses s štiriletnim mandatom. Praesides (nemško: Präses, množina: Präsides) predsedujejo tudi cerkvenim telesom v evangeličanskih cerkvah v Porenju in Vestfaliji. V drugih nemških cerkvenih telesih se naziv praeses običajno nanaša na predsednika sinode. Rimskokatoliške redovniške institucije, predvsem frančiškani, uporabljajo naslov praeses za predsedujočega na kolegijsih srečanjih reda.